# Premis Altea de Literatura i Investigació
Els Premis Altea de literatura i investigació són uns premis literaris convocats per primera vegada l'any 2017 com a premis literaris i d'investigació al municipi d'Altea gràcies a la iniciativa de Joan Borja i Sanz i de la regidoria de Cultura de l'Ajuntament d'Altea. Combinen diverses modalitats com ara narrativa i assaig, en valencià. La dotació ha variat segons l'edició, per exemple per a l'edició 2020, la modalitat de narrativa, categoria novel·la, està dotada en 5.000 euros; la categoria infantil i juvenil són 4.000 euros i l'assaig i investigació en són 3.000 euros.

## Modalitats
Té diverses modalitats:
- Premi Carmelina Sánchez-Cutillas de Novel·la i Prosa Creativa
- Premi d'Assaig i Investigació Francesc Martínez i Martínez
- Premi Altea de Literatura Infantil i Juvenil
- Premi Estela d'Honor

## Guardonats/des

### Premi Carmelina Sánchez-Cutillas de Novel·la i Prosa Creativa
- 2017 – Joan-Lluís Moreno Congost, per Tast de salobre
- 2018 – Tom Colomer Saus, per Gens il·lustres
- 2019 – Antoni Martínez i Bonet, per D'amor res
- 2020 - Ferran García-Oliver, per La bèstia en què cavalquem[3]
- 2021 - Elvira Cambrils, per Aire[4]
- 2022 - Modest Barrera Aymerich, per Com és de gran el meu voler![5]
- 2023 - Xavier Mínguez López, per Solsmarina
- 2024 - Àngels Castelló Martínez, per Pètal
- 2025 - Marc Pallarès Piquer, per Totes les llums del temps

### Premi d'Assaig i Investigació Francesc Martínez i Martínez
- 2017 – Alberto Miralles Martínez, per Altea: La gestió d'un municipi de la rereguarda republicana en la Guerra Civil i el destí dels seus gestors (1936-1939)
- 2018 – Rafael Roca Ricart, per La germanor cultural valencianocatalana a través d'un epistolari inèdit de Teodor Llorente (1865-1910)
- 2019 – Diego Barber i Cristina Fuster, per Emigració Altea-Argentina
- 2020 – Antoni Belda Antolí, per De la mar a la terra[3]
- 2021 – Jordi Bosch Canalias, per El poema Coral romput: Estellés i Ovidi, el text i la paraula[4]
- 2022 – Jordi Julià i Garriga, per Perdre l'escriure. Cròniques particulars del món de les lletres (2006-2013)[5]

### Premi Altea de Literatura Infantil i Juvenil
- 2017 – Ivan Carbonell i Iglesias, per L'àmfora fenícia
- 2018 – Mercè Climent i Payà, per Murta i els minairons
- 2019 – Vicent Borràs, per El iaio a Nova York
- 2020 – Josep Escarré i Reig, per No podria ser més feliç[3]
- 2021 – Ignasi Garcia Barba, per El bosc de les ombres[4]
- 2022 – Silvestre Vilaplana, per La marca del temps[5]

### Premi Estela d'Honor
- 2017 – Ramón Llorens Barber
- 2018 – Joan Navarro Ramon
- 2019 – Josep Martínez Orozco
- 2020/2021 – Batiste Sant Roc[4][6]
- 2022 – Joana Francés[5]